# Daniela Doria
Daniela Doria, nome d'arte di Daniela Cormio (Milano, 22 giugno 1957), è un'attrice cinematografica e danzatrice italiana.

## Biografia
Appassionata di danza sin dalla tenera età, a dieci anni fu selezionata dal teatro alla Scala di Milano dove si esibì per tre anni prevalentemente in spettacoli serali. Una passione, quella per la danza, tanto forte da farle trascurare la scuola, ragione per la quale il padre la ritirò dal corpo di ballo teatrale.

### L'esordio
L'esordio fu nella veste di comparsa nel film San Babila ore 20: un delitto inutile film di genere politico del 1976, basato su una storia vera, diretto da Carlo Lizzani. Sempre nello stesso anno, ebbe il suo primo ruolo nella commedia Classe mista diretta da Mariano Laurenti e con la partecipazione di rodati attori del genere quali Alvaro Vitali, Mario Carotenuto, Michele Gammino e Gianfranco D'Angelo su tutti. Il 1976 fu anche l'anno del terzo film, Le seminariste, una commedia comico/brillante diretta da Guido Leoni, a cui prese parte, questa volta in veste di assoluta protagonista, nel ruolo di una ribelle ragazza di una casata aristocratica, Daniela Sanguinetti di San Marzano. In quest'occasione recitò al fianco di Carlo Giuffrè.
L'anno successivo, il 1977, la vide protagonista de Il ginecologo della mutua, commedia comico/brillante diretta dal regista Aristide Massaccesi, che in questo film si firma con lo pseudonimo da lui più utilizzato: Joe D'Amato. Daniela, in questo film, è nella veste di Tina Arlotti una fedifraga moglie che tradisce il marito Nestore Arlotti (Toni Ucci) con il ginecologo Dott. Franco Giovanardi (Renzo Montagnani) che, inevitabilmente, se ne innamora pur avendo, per lavoro, orde di affascinanti e oltremodo disponibili donne.
Nel 1978 è nel cast di Avere vent'anni diretto da Fernando Di Leo, con una storia incentrata su due ragazze, impersonate da Gloria Guida e Lilli Carati, due belle giovani, libere ed emancipate. Interpreta il ruolo di una giovanissima ragazza madre di tre pargoli, Patrizia, che vive in una "comune" hippy popolata da curiosi personaggi.

### Il sodalizio con Lucio Fulci
Il 1979 segna l'ingresso nel favoloso "mondo fulciano". Sin dal primo incontro, tra Lucio Fulci e lei si instaurò una sintonia che andò consolidandosi nel tempo.
Il primo film a cui prese parte fu Paura nella città dei morti viventi girato nel 1980 nella città di Savannah in Georgia. L'anno seguente, il 1981, la vide prender parte a Black Cat (Gatto nero), il secondo a direzione di Fulci. Questo film è liberamente tratto dal racconto Il gatto nero di Edgar Allan Poe.
Girato nel 1981, Quella villa accanto al cimitero, usciva al cinema il 14 agosto il terzo capitolo della cosiddetta trilogia della morte di Fulci, girata tra il 1980 e il 1981 e composta anche da Paura nella città dei morti viventi e da ...e tu vivrai nel terrore! - L'aldilà. Considerato sia dalla critica che dalla stessa molto meno splatter, ma il più inquietante, spaventoso e pregno di suspense.
L'anno successivo, il 1982, prese parte per la quarta ed ultima volta ad un lungometraggio diretto da Fulci, Lo squartatore di New York. In questo film il regista assegnò alla ormai rodata attrice il ruolo di una giovane, molto avvenente e irriverente prostituta di nome Kitty.

### L'ultima apparizione
Sempre nel 1982, prese parte alla produzione italospagnola di genere comico diretta da Flavio Mogherini I camionisti con un cast di rodati attori di genere quali il duo comico formato da Gigi Sammarchi e Andrea Roncato, Daniela Poggi, Giorgio Bracardi, Luciana Turina e Toni Ucci. Questo film segnerà l'addio alle scene. 
Nel 1983, per ragioni di natura familiare, dovette fare rientro a Milano, sua città natale, interrompendo la sua carriera. Negli anni seguenti partecipò a pubblicità, e fotoromanzi sia in Italia che in Francia.

## Filmografia parziale
- Classe mista, regia di Mariano Laurenti (1976)
- Le seminariste, regia di Guido Leoni (1976)
- Il ginecologo della mutua, regia di Joe D'Amato (1977)
- Avere vent'anni, regia di Fernando Di Leo (1978)
- Paura nella città dei morti viventi, regia di Lucio Fulci (1980)
- Black Cat (Gatto nero), regia di Lucio Fulci (1981)
- Quella villa accanto al cimitero, regia di Lucio Fulci (1981)
- Lo squartatore di New York, regia di Lucio Fulci (1982)
- I camionisti, regia di Flavio Mogherini (1982)

## Doppiatrici italiane
- Emanuela Rossi in Avere vent'anni, Lo squartatore di New York
- Isabella Pasanisi in Paura nella città dei morti viventi, Black Cat (Gatto nero)